# Protea venusta
Protea venusta är en tvåhjärtbladig växtart som beskrevs av Robert Harold Compton. Protea venusta ingår i släktet Protea och familjen Proteaceae. Inga underarter finns listade i Catalogue of Life.